# Andrzej Trochanowski
Andrzej Trochanowski (* 7. Oktober 1932 in Warschau; †  27. Juni 1988 ebenda) war ein polnischer Radrennfahrer, nationaler Meister und Trainer im Radsport.

## Sportliche Laufbahn
Trochanowski begann als Jugendlicher im Verein LZS Jelonki mit dem Radsport. Später wechselte er zum Verein Legia Warschau. Dort war Józef Kapiak sein Trainer. 1956 und 1957 siegte er in der nationalen Meisterschaft im Straßenrennen. 1958 und 1960 gewann er mit Legia die Meisterschaft im Mannschaftszeitfahren und 1958 wurde er Meister im Querfeldeinrennen vor Józef Czarnecki. 1951 wurde er Zweiter im Rennen Dookola Mazowska. In der Polen-Rundfahrt konnte er acht Starts verzeichnen, seine beste Platzierung im Gesamtklassement erreichte er mit dem 15. Platz 1958. 1955 konnte er eine Etappe gewinnen. 1964 beendete er seine aktive Karriere.

## Berufliches
Ab 1964 war er Trainer in seinem Verein Legia Warschau. Er trainierte unter anderem Marian Kegel, Zenon Czechowski, Krzysztof Stec, Zbigniew Krzeszowiec, Stanisław Szozda und Jan Brzeźny. Mitte der 1970er Jahre wurde er Nationaltrainer in Polen mit dem Schwerpunkt Mannschaftszeitfahren. 1973 und 1975 führte er den polnischen Vierer zum Weltmeisterschaftstitel. Auch in der Internationalen Friedensfahrt war er in einigen Jahren Trainer der polnischen Auswahl.

## Ehrungen
Seit 1989 wird das Andrzej Trochanowski Memorial zu seinen Ehren veranstaltet. 1979 wurde er in Polen zum Trainer des Jahres gewählt.